# Tineke Witteveen-Hevinga
Jantiena Christiena (Tineke) Witteveen-Hevinga (Noordbroek, 11 juli 1947) is een Nederlands voormalig ambtenaar en politicus namens de Partij van de Arbeid.
Na de lagere school in haar geboorteplaats ging Tineke Hevinga naar de hogereburgerschool-b in Hoogezand-Sappemeer, die ze in 1965 voltooide. Daarna ging ze sociologie (medische sociologie) studeren aan de Rijksuniversiteit Groningen. In 1974 ging ze aan de slag bij de provincie Drenthe als medewerker welzijnszaken, en vanaf 1977 als hoofd bureau planning en beleidsvoorbereiding. In 1986 werd ze adjunct-secretaris voor de bestuurscommissie 'Noorden des Lands' voor twee jaar. In 1988 ging ze als manager aan de slag bij Technopolis Twente tot ze in 1989 werd gekozen in de Tweede Kamer der Staten-Generaal. Daarvoor was ze al twee jaar lid geweest van de partijraad en rond 1988 ook al van het partijbestuur.
Ze zou in totaal 12 jaar in de Kamer zitten, maar in 1994 en 1998 als opvolger voor een vertrekkend lid. In die tijd ontwikkelde ze zich tot een woordvoerster energiebeleid en keerde zich namens haar fractie tegen het boren naar gas in de Waddenzee en de Biesbosch. Bescherming van natuurgebieden als de Wadden, de nieuwe Gaswet, intellectueel eigendom, rijksuitgaven en wetgeving op het gebied van beleggingen waren enkele van de onderwerpen waarover zij in de Kamer sprak.
Ze was in 1995 lid van de tijdelijke commissie Toezicht Verzekeringskamer, van 1988-2002 ondervoorzitter van de commissie voor de Rijksuitgaven en in 2002 lid van de onderzoekscommissie technolease. Ze behoorde in 1992 tot de minderheid van haar fractie die tegen het wetsvoorstel inzake uitvoering van het Verdrag van Schengen stemde.
Ze was eerder actief bij de Rooie Vrouwen en het PvdA-gewest Drenthe. Ze was ook mede-oprichtster (en voorzitter) van de FNV Vrouwenvakschool 'Anke Weidema' in Assen en lid van enige besturen, jury's en adviesraden, waaronder de Commissie Financiële Consument van de AFM en Raad van Toezicht Twente. Op 27 juni 2002, ruim een maand na haar vertrek uit de politiek, werd ze benoemd tot ridder in de Orde van Oranje-Nassau.
Per 1 september 2008 is ze voorzitter van de overlegorganen Nationale Parken Dwingelderveld en Drents-Friese Wold.
- Parlement.com: vg09llql84dn